# 기의 날

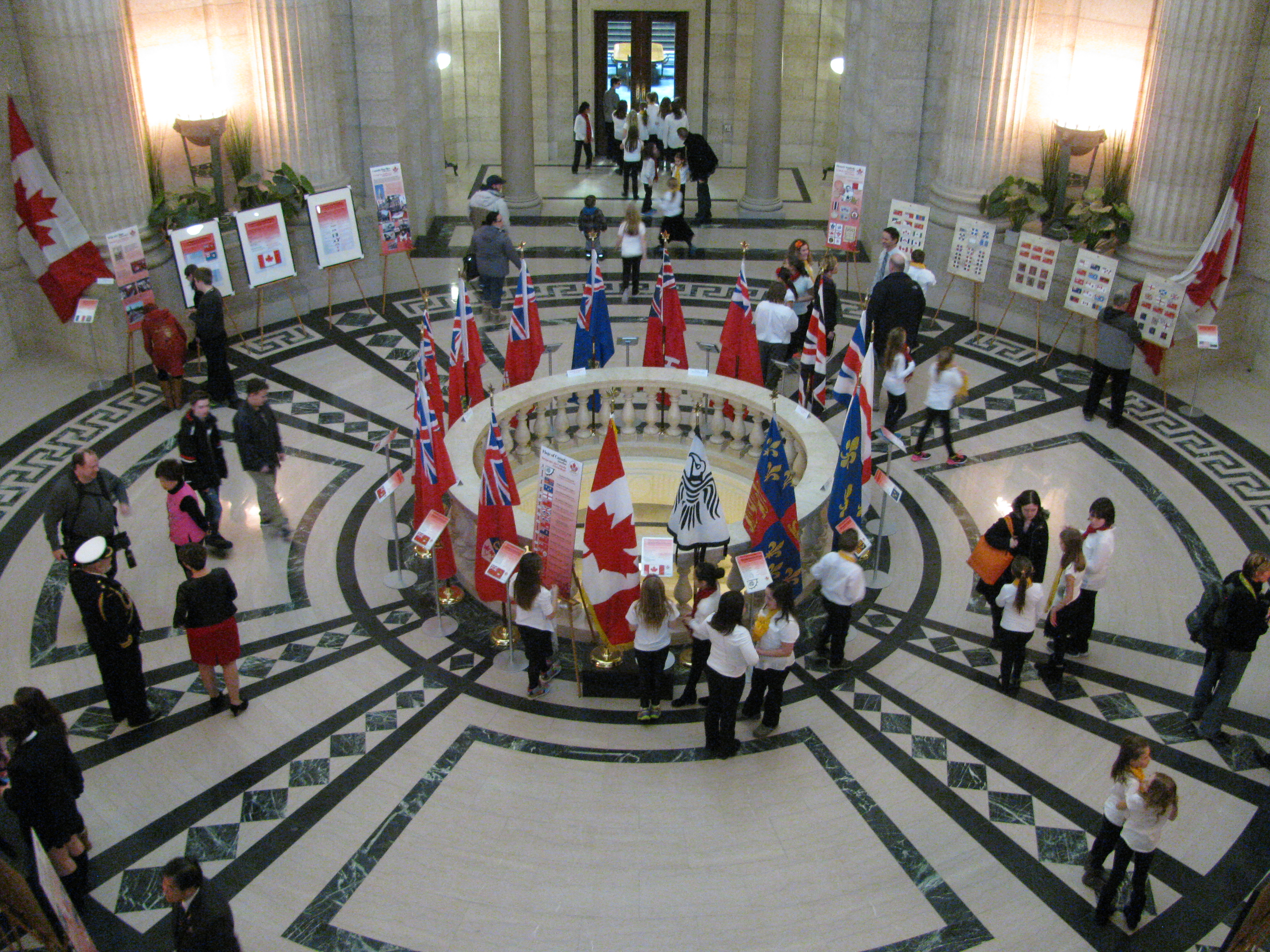

기의 날은 국기와 같은 특정 기를 게양하도록 지정된 또는 국기의 제정과 같은 역사적 사건을 기념하기 위한 날이다.

## 같이 보기
- 공화국의 날
- 공휴일